# Furukawa Electric
 (octobre 2023).
Si vous disposez d'ouvrages ou d'articles de référence ou si vous connaissez des sites web de qualité traitant du thème abordé ici, merci de compléter l'article en donnant les références utiles à sa vérifiabilité et en les liant à la section « Notes et références ».
Furukawa Electric est une entreprise japonaise produisant des appareils électriques et électroniques notamment des  câbles. Elle a été fondée en 1884.